# Trương Hòa Bình
Trương Hòa Bình (bí danh: Sáu Đạt, sinh ngày 13 tháng 4 năm 1955) là một chính trị gia Việt Nam. Ông từng là Phó Bí thư Ban Cán sự Đảng Chính phủ, Phó Thủ tướng Thường trực Chính phủ nước Cộng hòa xã hội chủ nghĩa Việt Nam, nguyên Phó Trưởng Ban Chỉ đạo Trung ương về phòng, chống tham nhũng Đảng Cộng sản Việt Nam, nguyên Phó Trưởng Ban Chỉ đạo Cải cách Tư pháp Trung ương Đảng Cộng sản Việt Nam, nguyên Trưởng Ban Tổ chức lễ tang Nhà nước và nguyên Đại biểu Quốc hội Việt Nam khóa XIV nhiệm kì 2016 – 2021 thuộc Đoàn Đại biểu Quốc hội tỉnh Long An. Ông có nhiệm vụ thay mặt Thủ tướng Chính phủ chỉ đạo thực hiện các công việc của Chính phủ khi Thủ tướng Chính phủ vắng mặt và được Thủ tướng Chính phủ ủy nhiệm.
Trương Hòa Bình là Đảng viên Đảng Cộng sản Việt Nam, học vị Thạc sĩ Luật, Cao cấp lý luận chính trị, cấp hàm Trung tướng Công an nhân dân Việt Nam, nguyên là Ủy viên Bộ Chính trị Ban Chấp hành Trung ương Đảng Cộng sản Việt Nam khóa XII, Ủy viên Ban Chấp hành Trung ương Đảng khóa X, XI, XII; Bí thư Trung ương Đảng khóa XI, Chánh án Tòa án nhân dân tối cao; Thứ trưởng Bộ Công an, Phó Tổng cục trưởng Tổng cục Xây dựng lực lượng Công an nhân dân; Viện trưởng Viện Kiểm sát nhân dân Thành phố Hồ Chí Minh. Trương Hòa Bình có sự nghiệp công tác từ hoạt động cách mạng Đảng, thống nhất đất nước những năm 1970 cho đến công tác thời bình, từ chiến sĩ cộng sản, công an nhân dân, nhà hoạt động và lãnh đạo tư pháp Việt Nam cho đến tham gia lãnh đạo Chính phủ Việt Nam.

## Xuất thân và giáo dục

### Thân thế
Trương Hòa Bình sinh ngày 13 tháng 4 năm 1955, quê quán tại xã Long Đước Đông, huyện Cần Giuộc, tỉnh Long An, thuộc Việt Nam Cộng hòa. Ngoài tên khai sinh Trương Hòa Bình, trước 1975 ông có tên bí danh Nguyễn Văn Bình, còn tên thường gọi là Sáu Đạt.
Ông sinh ra và lớn lên trong một gia đình hoạt động cánh mạng, cha ông là Trương Văn Bang, nguyên Bí thư Xứ ủy Nam kỳ, Bí thư Sài Gòn – Gia Định, là một trong những Trung đoàn trưởng đầu tiên của lực lượng vũ trang cách mạng ở Nam Bộ, tham gia giành chính quyền năm 1945 và khởi đầu kháng chiến chống Pháp tại miền Đông mà người dân Nam Bộ khi đó thường gọi là Bộ đội Ba Bang.
Mẹ ông là Nguyễn Thị Nho (tức Nguyễn Thị Một), một nhà hoạt động cách mạng của Đảng Cộng sản Việt Nam trong suốt sự nghiệp kháng chiến chống Pháp, chống Hoa Kỳ, đã trải qua các chức vụ Quận ủy viên Cần Giuộc, Thường vụ Tỉnh ủy Tây Ninh, Phó Hội trưởng Hội Phụ nữ miền Đông, Khu ủy viên Khu Chợ Lớn. Năm 1955, bà được phân công làm Chánh Văn phòng Xứ ủy Nam Bộ, giúp việc trực tiếp cho Lê Duẩn khi ông là Bí thư Xứ ủy Nam Bộ. Năm 1959 bà bị mật vụ Việt Nam Cộng hòa bắt giam, khi con trai Trương Hòa Bình mới bốn tuổi, bị tra tấn và giam giữ 15 năm nhưng bà vẫn trung thành, khí tiết với Đảng Cộng sản. Mãi đến năm 1974, bà được trao trả tự do về Trung ương Cục miền Nam, sau đó là Đại biểu Quốc hội Việt Nam thống nhất khóa IV, thuộc Đoàn Đại biểu tỉnh Long An.
Xuất thân trong một gia đình với cả bố và mẹ là chiến sĩ cách mạng, từ nhỏ, ông đã được giáo dục để trở thành người ủng hộ Đảng Cộng sản Việt Nam. Trải qua nhiều năm sự nghiệp khắp cả nước, ông hiện công tác thường niên tại Thủ đô Hà Nội, cư trú tại quận Tân Bình, Thành phố Hồ Chí Minh.

### Giáo dục
Thuở nhỏ, khi cha cùng hai người anh lớn đi tập kết, mẹ hoạt động cách mạng tại Sài Gòn rồi bị bắt, tù đày chuồng cọp Côn Đảo, nhà tù An ninh quân đội Sài Gòn, Tổng nha Cảnh sát Sài Gòn, Đề lao Gia Định suốt 15 năm, ông cùng chị ruột là Trương Thu Tâm (tức Trương Ngọc Thủy) được người dì ruột thường gọi Má Năm nuôi dưỡng rồi theo anh em bạn bè ra chiến khu khi còn ở tuổi thiếu niên. Chị ông, bà Trương Ngọc Thủy cũng tham gia lực lượng Biệt động Sài Gòn.
Sau năm 1973, ông được đưa ra miền Bắc học Trường Đào tạo cán bộ An ninh miền Nam (Trường E1171, tiền thân của Học viện Chính trị Công an nhân dân) tại xã Đồng Tĩnh, Tam Dương, Vĩnh Phúc giai đoạn tháng 6 năm 1974 đến tháng 6 năm 1975. Giai đoạn những năm 1976, 1977, ông được tổ chức cho đi học tiếp phổ thông tại Trường Marie Curie, Thành phố Hồ Chí Minh, tốt nghiệp phổ thông năm 1977 rồi thi đậu vào Trường Đại học Bách khoa Thành phố Hồ Chí Minh, là sinh viên Khoa Công trình Thủy giai đoạn 1977 – 1981. Năm 1982, ông tốt nghiệp với bằng Kỹ sư hệ chính quy. Sau đó ông theo học khóa đào tạo của Học viện An ninh Nhân dân tổ chức tại Hà Nội và Thành phố Hồ Chí Minh và nhận học vị Thạc sĩ Luật.
Trước năm 1975, ông tham gia cách mạng tại quê nhà và được kết nạp vào đảng Nhân dân Cách mạng Việt Nam ngày 15 tháng 11 năm 1973, trở thành đảng viên chính thức ngày 15 tháng 8 năm 1974. Trong quá trình hoạt động Đảng và Nhà nước, ông theo học các khóa tại Học viện Chính trị Quốc gia Hồ Chí Minh, nhận bằng Cao cấp lý luận chính trị.

## Sự nghiệp

### Thời kỳ đầu
Trương Hòa Bình sinh ra năm 1955, ngay khi Chiến tranh Việt Nam bắt đầu và lớn lên ở miền Nam, tâm điểm cuộc chiến trong thời kỳ những năm cao trào (1955 – 1975). Với tinh thần hoạt động cách mạng Đảng, ông gia nhập Đảng Cộng sản và bắt đầu hoạt động phong trào học sinh, sinh viên Sài Gòn cùng các chiến sĩ cộng sản Huỳnh Tấn Mẫm, Lê Hiếu Đằng, Lê Thanh Hải từ năm 1970, khi mới 15 tuổi. Giai đoạn tháng 5 năm 1970 đến tháng 10 năm 1973, ông là giao liên Tổ trưởng Giao liên rồi Bí thư Chi đoàn, cán bộ hoạt động nội thành trong phong trào học sinh, sinh viên thuộc Thành đoàn Sài Gòn, Gia Định. Ông phụ trách xây dựng cơ sở bí mật tại Trường Tân Văn Sài Gòn (Thành đoàn Sài Gòn Gia Định); tham gia vào căn cứ học lớp Thanh vận, Bí thư Đoàn trường Lý Tự Trọng, khóa I.
Từ tháng 11 năm 1973 đến tháng 5 năm 1974, ông là cán bộ bảo vệ cần vụ thuộc Tổ Bảo vệ Nguyễn Văn Chính (tức Chính Cần) Phó Ban Tổ chức Trung ương Cục miền Nam. Suốt những năm đầu của thập niên 70, ông đã tích cực, nỗ lực hoạt động cách mạng, đóng góp kháng chiến thống nhất đất nước cho đến năm 1975, khi tròn 20 tuổi.

### Đại biểu Quốc hội Việt Nam
Trong suốt sự nghiệp Đảng và Nhà nước của mình, Trương Hòa Bình được bầu làm Đại biểu Quốc hội Việt Nam trong nhiều khóa.

#### Thành phố Hồ Chí Minh
Khóa X: Trương Hòa Bình được bầu làm Đại biểu Quốc hội Việt Nam khóa X, thuộc Đoàn Đại biểu Thành phố Hồ Chí Minh nhiệm kỳ 1997 – 2002. Trong giai đoạn này, ông công tác ngành công an ở Thành phố Hồ Chí Minh, đại diện cho người dân Thành phố Hồ Chí Mình trong Quốc hội.
Khóa XI: Trương Hòa Bình tiếp tục được bầu làm Đại biểu Quốc hội Việt Nam khóa XI, thuộc Đoàn Đại biểu Thành phố Hồ Chí Minh nhiệm kì 2002 – 2007, Ủy viên Ủy ban Pháp luật của Quốc hội. Trong giai đoạn này, những năm 2002 – 2004, ông công tác ở Thành phố Hồ Chí Minh, được điều chuyển về Trung ương, công tác ở Thủ đô Hà Nội những năm 2004 – 2007.

#### Tỉnh Long An
Khóa XII: năm 2007, Trương Hòa Bình trúng cử Đại biểu Quốc hội Việt Nam khóa XII tại Long An nhiệm kỳ 2007 – 2011 với tỷ lệ phiếu 71%. Sau hai nhiệm kỳ khóa X, XI tại Thành phố Hồ Chí Minh, ông trở thành đại biểu thuộc Đoàn Đại biểu Quốc hội Việt Nam tỉnh Long An từ khóa XII, quê nhà nơi sinh ra và lớn lên, liên tục là Đại biểu Quốc hội các khóa tiếp theo gồm XIII, XIV từ đoàn Long An, trong quá trình công tác ở Trung ương của ông.
Khóa XIII: năm 2011, ông được bầu làm Đại biểu Quốc hội Việt Nam khóa XIII thuộc Đoàn Đại biểu tỉnh Long An nhiệm kì 2011 – 2016.
Khóa XIV: ngày 22 tháng 5 năm 2016, ông trúng cử Đại biểu Quốc hội Việt Nam khóa XIV tại tỉnh Long An với tỷ lệ phiếu 81,19%.

### Công an Nhân dân

#### Chiến sĩ công an
tháng 6 năm 1975, Trương Hòa Bình kết thúc khóa học nghiệp vụ công an ở miền Bắc, được điều chuyển về Sài Gòn công tác tại Sở Công an Thành phố Hồ Chí Minh với vị trí Cán bộ bảo vệ chính trị Sở. Trong thời gian học văn hóa tại Trường Marie Curie, ông được bầu làm Bí thư Đoàn thanh niên trường phổ thông. Trong thời gian học Trường Đại học Bách khoa, ông cũng được bầu làm Ủy viên Đảng ủy, Đảng bộ trường, được giao nhiệm vụ phụ trách công tác sinh viên.
Tháng 10 năm 1981, kết thúc khóa học đại học, ông tiếp tục là Cán bộ Sở Công an Thành phố Hồ Chí Minh, công tác tại Phòng An ninh Nội bộ PA 17. Từ thời điểm này cho đến năm 1985, ông là Đội phó, Đội trưởng Bảo vệ An ninh Kinh tế Công an Thành phố Hồ Chí Minh, tham gia nhiều vụ án lớn tại khu vực phía Nam. tháng 8 năm 1985, ông là Phó Trưởng phòng An ninh Kinh tế Công an Thành phố Hồ Chí Minh (PA17), Đảng ủy viên Đảng ủy Công an Thành phố Hồ Chí Minh. tháng 7 năm 1988, ông được bổ nhiệm làm Phó Chánh Văn phòng Công an Thành phố Hồ Chí Minh, phụ trách nhiệm vụ làm Thư ký cho Thượng tướng Công an Lâm Văn Thê, Ủy viên Trung ương Đảng, Thứ trưởng Bộ Công an kiêm Giám đốc Công an Thành phố Hồ Chí Minh. Năm 1990, Thượng tướng Lâm Văn Thê qua đời trong khi còn tại nhiệm, Trương Hòa Bình được điều chuyển về chờ công tác khác tại Phòng Tổ chức Công an Thành phố Hồ Chí Minh. Đến tháng 11 năm 1991, ông được điều về Tổng cục An ninh, giữ chức Cục phó Cục An ninh văn hóa A25, trở thành Cục phó An ninh trẻ tuổi nhất ở thời điểm đó, khi mới 36 tuổi.

#### Giải quyết vụ án Năm Cam
tháng 4 năm 1997, Trương Hòa Bình được điều chuyển từ Trung ương về Thành phố Hồ Chí Minh, giữ chức vụ Ủy viên Thường vụ Đảng ủy, Phó Giám đốc Công an Thành phố Hồ Chí Minh. Với cương vị Phó Giám đốc, ông kiêm nhiệm chức vụ Thủ trưởng Cơ quan An ninh điều tra với quân hàm Thượng tá. Năm 2000, ông được thăng quân hàm Đại tá. Tại Thành phố Hồ Chí Minh thời gian này, phát sinh nhiều vụ trọng án đặc biệt nghiêm trọng, nổi tiếng nhất là Vụ án Năm Cam và đồng phạm. Năm Cam và đồng phạm đã có những hành vi cực kỳ nguy hiểm đối với an ninh quốc gia và tầng lớp dân cư trong đời sống xã hội bằng các thủ đoạn mua chuộc bằng tiền, quan hệ với các quan chức cơ quan công an, kiểm sát và Văn phòng Chính phủ, cùng các thủ đoạn khác. Cuối năm 1999, Bộ Công an đã thành lập một ban chuyên án để điều tra giải quyết, nhưng không có tác dụng hiệu quả, không ngăn chặn được hoạt động tội phạm của Năm Cam và đồng bọn. Hơn thế nữa, các hoạt động tội phạm của Năm Cam và đồng phạm ngày càng tàn bạo hơn, coi thường pháp luật. Tình huống sự việc trở nên khó khăn, khi Thiếu tướng Bùi Quốc Huy là Tổng cục trưởng Tổng cục An ninh, Bộ Công an được điều động làm Giám đốc Công an Thành phố Hồ Chí Minh những năm 1996 – 2001 vừa trực tiếp, vừa gián tiếp thông đồng, phạm tội liên quan đến Vụ án Năm Cam và đồng phạm.
tháng 5 năm 2001, để điều tra quá trình hình thành và hoạt động tội phạm có tổ chức theo kiểu xã hội đen của Năm Cam và đồng phạm, Bộ Công an đã thành lập một chuyên án mới gọi là Chuyên án Năm Cam và đồng bọn với bí số là Z5.01. Suốt giai đoạn này, với cương vị là Thủ tưởng Cơ quan An ninh điều tra, Trương Hòa Bình đã chỉ huy lực lượng công an trực tiếp điều tra, đối mặt với sự kiện nghiêm trọng, kiên quyết xử lý vụ án. tháng 4 năm 2001, ông được điều sang làm Thành ủy viên, Viện trưởng Viện kiểm sát nhân dân Thành phố Hồ Chí Minh. Trong thời gian này, ông tiếp tục thụ lý vụ án Năm Cam, tham gia xét xử vụ án từ ngày 25 tháng 2 năm 2003 đến ngày 05 tháng 6 năm 2003; tổng hợp hình phạt chung là tử hình. Trương Hòa Bình với những năm công tác điều tra và xét xử đã đóng góp lớn cho việc xử lý vụ án đặc biệt nghiêm trọng trong lịch sử thời đại mới này của Việt Nam.

#### Lãnh đạo công an
tháng 9 năm 2004, Trương Hòa Bình được điểu chuyển về Trung ương, bổ nhiệm làm Ủy viên Thường vụ đảng ủy Tổng cục Xây dựng lực lượng, Phó Tổng cục trưởng Tổng cục Xây dựng lực lượng Công an nhân dân, Bộ Công an. Tại Đại hội Đại biểu toàn quốc Đảng Cộng sản Việt Nam lần thứ X, được tổ chức từ ngày 18 đến 25 tháng 4 năm 2006, ông được bầu làm Ủy viên Ban Chấp hành Trung ương Đảng Cộng sản Việt Nam khóa X, một chức vụ cấp hàm Bộ trưởng. Cùng năm, vào tháng 4 năm 2006, ông được thăng cấp hàm Thiếu tướng Công an Nhân dân và được Thủ tướng Phan Văn Khải bổ nhiệm giữ chức Thứ trưởng Bộ Công an, đồng thời là Ủy viên Thường vụ Đảng ủy Công an Trung ương. Năm 2007, chỉ một năm sau, ông được thăng quân hàm Trung tướng Công an Nhân dân Việt Nam. Giai đoạn này, ông công tác giúp sức Đại tướng Lê Hồng Anh và được miễn nhiệm vào năm 2007, kết thúc 30 năm sự nghiệp ngành Công an nhân dân Việt Nam, bước sang một giai đoạn mới trong sự nghiệp.

## Giai đoạn Tư pháp
Trong chặng đường sự nghiệp của mình, Trương Hòa Bình có những thời kỳ công tác ở lĩnh vực tư pháp Việt Nam, bao gồm Viện Kiểm sát nhân dân và Tòa án nhân dân.

#### Viện Kiểm sát nhân dân
Giai đoạn 2001 – 2004, ông với vị trí Viện trưởng Viện Kiểm sát nhân dân Thành phố Hồ Chí Minh, thực hiện quyền công tố và kiểm sát hoạt động tư pháp của thành phố theo quy đinh tại Hiến pháp 1992; góp phần thụ lý, xét xử nhiều vụ án quan trọng của vùng. Những năm với công tác Viện trưởng, tuy không dài nhưng ông đã để lại nhiều tiếng vang và niềm tin của đông đảo người dân khi thực thi một cách rất kiên quyết nền tư pháp đầu thế kỷ XXI.

#### Tòa án nhân dân tối cao
Ngày 25 tháng 7 năm 2007, Trương Hòa Bình được bầu giữ chức Chánh án Tòa án nhân dân tối cao Việt Nam bởi Quốc hội Việt Nam khóa XII nhiệm kì 2007 – 2011. Ông được phê chuẩn chức danh Chánh án Tối cao tại kỳ họp thứ nhất. Trong lịch sử Việt Nam thời kỳ mới, lĩnh vực tư pháp đất nước gặp phải nhiều khó khăn, từ khâu tổ chức nhân sự, quy phạm cho đến giải quyết các vụ việc dân sự, hình sự. Trong 10 năm 1997 – 2007, có tới ba Chánh án Tối cao, trước ông là Chánh án Trịnh Hồng Dương và Chánh án Nguyễn Văn Hiện, đều không hoàn toàn đáp ứng được mục đích đất nước đặt ra. Trương Hòa Bình được bổ nhiệm làm Chánh án, với kỳ vọng lãnh đạo ngành tư pháp Việt Nam vượt qua khó khăn, đạt được những mấu chốt quan trọng để đưa việc xét xử pháp luật trở nên vững chắc hơn.

Khi được bổ nhiệm, ông đã phát biểu rất cương quyết về nhiệm vụ được giao, lãnh đạo tư pháp đất nước:
"Thẩm phán phải độc lập, án phải được tranh tụng"!
tháng 8 năm 2007, Trung ương đã bổ nhiệm ông làm Bí thư Ban Cán sự Đảng Tòa án nhân dân Tối cao, trở thành người lãnh đạo toàn diện nền tư pháp. Trong quá trình hoạt động tư pháp, Trương Hòa Bình đã đóng góp lớn cho toàn bộ hệ thống tòa án, thúc đẩy việc nghiên cứu, thực thi tư pháp, giúp lĩnh vực xét xử trở nên vững chắc hơn. Có thể kể tới những hoạt động của ông như tham gia Diễn đàn tư pháp quốc tế, trao đổi học hỏi, tham khảo tư pháp các nước khác trên thế giới; một số vấn đề nghị luận tại Quốc hội như quyền khởi kiện một quyết định của Thủ tướng Chính phủ ra Tòa hành chính.
tháng 1 năm 2011, tại Đại hội đại biểu toàn quốc lần thứ 11 của Đảng Cộng sản Việt Nam, Trương Hòa Bình được bầu làm Ủy viên Ban Chấp hành Trung ương Đảng Cộng sản Việt Nam khoá XI, được Trung ương bầu vào Ban Bí thư, vị trí Bí thư Trung ương Đảng Cộng sản Việt Nam. tháng 7 năm 2011, tại kỳ họp lần thứ nhất, Quốc hội khóa XIII, ông lại tái đắc cử chức Chánh án Tòa án nhân dân tối cao Quốc hội khóa XIII nhiệm kì 2011 – 2016. Ông tiếp tục công tác ở cương vị này trong suốt thời gian trên, miễn nhiệm năm 2016, qua đó chính thức dừng lại sau hơn 10 năm ngành tư pháp Việt Nam, bước sang một chặng đường mới.

## Phó Thủ tướng Thường trực Chính phủ
Vào ngày 26 tháng 1 năm 2016, tại Đại hội đại biểu toàn quốc lần thứ XII của Đảng Cộng sản Việt Nam, ông được bầu làm Ủy viên Ban Chấp hành Trung ương Đảng Cộng sản Việt Nam khóa XII, được Trung ương bầu vào Bộ Chính trị nhiệm kỳ 2016 – 2021.
Ngày 09 tháng 4 năm 2016, ông được bầu làm Phó Thủ tướng Chính phủ nước Cộng hòa Xã hội Chủ nghĩa Việt Nam kỳ 2011 – 2016, Phó Bí thư Ban cán sự Đảng trong Chính phủ của Thủ tướng Nguyễn Xuân Phúc.
Ngày 13 tháng 4 năm 2016, Thủ tướng Chính phủ Nguyễn Xuân Phúc vừa ký ban hành Quyết định số 621/QĐ-TTg ngày 13/4/2016 về việc phân công công tác của Thủ tướng và các Phó Thủ tướng Chính phủ. Trong đó, Thủ tướng phân công Phó Thủ tướng Chính phủ Trương Hòa Bình - Phó Bí thư Ban Cán sự Đảng Chính phủ làm Chủ tịch Ủy ban An toàn Giao thông Quốc gia.
Ngày 27 tháng 4 năm 2016, ông được Bộ Chính trị bổ nhiệm kiêm giữ chức Phó Trưởng ban Chỉ đạo Trung ương về phòng, chống tham nhũng của Đảng Cộng sản Việt Nam, tham gia công tác hỗ trợ Tổng Bí thư Nguyễn Phú Trọng.
Ngày 27 tháng 7 năm 2016, ông được bầu làm Phó Thủ tướng Chính phủ nước Cộng hòa Xã hội Chủ nghĩa Việt Nam kỳ 2016 – 2021, Phó Bí thư Ban cán sự Đảng trong Chính phủ của Thủ tướng Nguyễn Xuân Phúc.
Ngày 13 tháng 8 năm 2016, ông được Bộ Chính trị bổ nhiệm kiêm giữ chức Phó Trưởng Ban Chỉ đạo Cải cách Tư pháp Trung ương. Trong quá trình công tác ở Chính phủ Việt Nam, Trương Hòa Bình tham gia lãnh đạo Đảng và Nhà nước trong thời đại mới.
Ngày 16 tháng 8 năm 2016, Tại Quyết định số 1527/QĐ-TTg của Thủ tướng Chính phủ, Thủ tướng Nguyễn Xuân Phúc đã phân công ông Trương Hòa Bình làm Phó Thủ tướng Thường trực Chính phủ, thay mặt Thủ tướng chỉ đạo thực hiện các công việc của Chính phủ khi Thủ tướng vắng mặt và được Thủ tướng ủy nhiệm.
Ngày 22 tháng 4 năm 2021, Thủ tướng Chính phủ Phạm Minh Chính ký Quyết định số 593/QĐ-TTg phân công công tác của Thủ tướng và các Phó Thủ tướng Chính phủ. Phó Thủ tướng Trương Hòa Bình, Phó Bí thư Ban Cán sự Đảng Chính phủ làm nhiệm vụ Phó Thủ tướng Thường trực Chính phủ.
Tháng 7/2021: Ông thôi giữ chức Phó thủ tướng Thường trực Chính phủ, bàn giao chức vụ cho Phó Thủ tướng Phạm Bình Minh và nghỉ hưu theo chế độ.

## Kỷ luật
Ngày 13 tháng 12 năm 2024, sau khi xem xét đề nghị của Uỷ ban Kiểm tra Trung ương, Bộ Chính trị nhận thấy: ông Trương Hòa Bình trong thời gian giữ chức vụ Ủy viên Bộ Chính trị, Phó Bí thư Ban cán sự Đảng, Phó thủ tướng Thường trực đã thiếu trách nhiệm trong lãnh đạo, chỉ đạo; vi phạm quy định của Đảng, Nhà nước trong thực hiện chức trách, nhiệm vụ được giao, trong phòng, chống tham nhũng, tiêu cực; vi phạm quy định những điều đảng viên không được làm và trách nhiệm nêu gương; gây "hậu quả nghiêm trọng, dư luận xấu, ảnh hưởng đến uy tín của Đảng và Nhà nước".
Căn cứ nội dung, tính chất, mức độ, hậu quả, nguyên nhân vi phạm, Bộ Chính trị quyết định thi hành kỷ luật bằng hình thức cảnh cáo đối với nguyên Phó Thủ tướng Trương Hòa Bình.
Ngày 04 tháng 04 năm 2025, Ủy ban Kiểm tra Trung ương thông báo về kỳ họp thứ 55, diễn ra từ ngày 31/3 đến ngày 3/4. Cơ quan kiểm tra Trung ương nhận thấy ông Trương Hòa Bình trong thời gian giữ chức vụ Ủy viên Bộ Chính trị, Phó Bí thư Ban cán sự đảng, Phó thủ tướng Thường trực đã vi phạm quy định của Đảng, pháp luật của Nhà nước trong thực hiện chức trách, nhiệm vụ được giao, trong phòng, chống tham nhũng, tiêu cực. Ông Bình cũng vi phạm quy định những điều đảng viên không được làm và trách nhiệm nêu gương. Những vi phạm này "gây hậu quả rất nghiêm trọng, dư luận xấu, ảnh hưởng đến uy tín của Đảng, Nhà nước, đến mức phải thi hành kỷ luật". Do đó, Ủy ban Kiểm tra Trung ương đề nghị cấp có thẩm quyền xem xét, thi hành kỷ luật ông Trương Hòa Bình.
Ngày 10 tháng 04 năm 2025, tại Hội nghị Trung ương 11, Ban Chấp hành Trung ương Đảng đã quyết định cách chức ông khỏi tất cả các chức vụ trong Đảng.
Theo một số thông tin, các sai phạm của ông liên quan đến dự án Sài Gòn - Đại Ninh khi ông đã chỉ đạo cho Thanh tra sửa khống kết luận thanh tra nhằm bao che sai phạm của Nguyễn Cao Trí.

## Lịch sử thụ phong cấp hiệu
| Năm thụ phong | 1989     | 1993     | 1997      | 2000   | 2006        | 2007        |
| ------------- | -------- | -------- | --------- | ------ | ----------- | ----------- |
| Quân hàm      |          |          |           |        |             |             |
| Cấp bậc       | Thiếu tá | Trung tá | Thượng tá | Đại tá | Thiếu tướng | Trung tướng |

## Thành tựu
Ông nhận được nhiều giải thưởng của Đảng và Nhà nước, gồm:
- Huân chương Chiến công hạng Nhất;
- Huân chương Kháng chiến chống Mỹ cứu nước hạng Nhất.
- Huy chương Quân kỳ quyết thắng.
- Huy chương Chiến sĩ vẻ vang hạng Nhất.
- Huy chương Chiến sĩ vẻ vang hạng Nhì.
- Huy chương Chiến sĩ vẻ vang hạng Ba.
- Huy Hiệu 45 năm tuổi Đảng.
- Huy hiệu 50 năm tuổi Đảng.